# Grundsatz Ia
Der Grundsatz Ia war im Bankwesen eine Verwaltungsvorschrift des ehemaligen Bundesaufsichtsamts für das Kreditwesen, durch die Kreditinstitute verpflichtet wurden, die offenen Positionen in Devisen und Edelmetallen in einem bestimmten Verhältnis zum haftenden Eigenkapital zu begrenzen. Sie wurde im Januar 2014 durch die Kapitaladäquanzverordnung (englische Abkürzung CRR) abgelöst.

## Allgemeines
Das Kreditwesengesetz (KWG) trat im Januar 1962 in Kraft und enthält – auch heute noch – allgemein formulierte Generalklauseln über das Eigenkapital (§ 10 KWG) und die Liquidität (§ 11 KWG) der Kreditinstitute. Die Grundsätze I, II und III entstanden im April 1962 als operationale Konkretisierung dieser KWG-Vorschriften.
Die vom Aufsichtsamt veranlasste Schließung der Herstatt-Bank am 26. Juni 1974 erfolgte aufgrund der Probleme dieser Bank im Devisenhandel, der ihr Verluste einbrachte, die ihr Eigenkapital um das Siebenfache überstiegen, das Devisenhandelsvolumen erreichte das 103-fache des Eigenkapitals. Grund war insbesondere das überdimensionierte Volumen so genannter „offener Positionen“ bei Devisentermingeschäften, für deren Begrenzung es bis dahin keine Vorschriften gab. Auch andere deutsche Kreditinstitute wiesen Missverhältnisse in diesem Bereich auf, konnten jedoch ihren Geschäftsbetrieb fortsetzen. Eiligst konzipierte die Bankenaufsicht einen „Grundsatz Ia“, der im August 1974 in Kraft trat und im Januar 1980 um Edelmetallpositionen und im Oktober 1990 um Marktrisiken und Zinsänderungsrisiken aus außerbilanziellen Geschäften erweitert wurde.

## Inhalt
Ziel des Grundsatzes Ia war die Limitierung von Kursrisiken, insbesondere von Währungsrisiken. Diese resultieren vor allem aus nicht glattgestellten Devisen- und Edelmetallpositionen, den so genannten „offenen Positionen“. Um eine „offene Position“ handelt es sich bei Kreditinstituten, wenn Aktivdevisenpositionen in einer Fremdwährung nicht in identischer Höhe, Währung und Fälligkeit Passivdevisenpositionen gegenüberstehen. Es mangelt mithin in der Bilanz an der Kongruenz von bestimmten Vermögens- und Schuldenpositionen. Liegt dann beispielsweise ein Aktivüberschuss in Devisen vor, so kann das Kreditinstitut durch Aufwertung der Inlandswährung einen Kursverlust erleiden. Beim Passivüberschuss entsteht entsprechend ein Kursverlust bei Abwertung der eigenen Währung.
Der Unterschied zwischen Aktiv- und Passivdevisenpositionen, unabhängig von ihrer Fälligkeit, durfte dem Grundsatz Ia (Absatz 1) zufolge täglich bei Geschäftsschluss insgesamt 42 % des haftenden Eigenkapitals der Bank nicht überschreiten. In Absatz 2 und 3 des Grundsatzes Ia wurde ein zusätzliches Zinsrisiko bei betraglich geschlossenen Positionen (Glattstellung) erfasst, wobei auf die unterschiedliche Fälligkeit der Fremdwährungspositionen abgestellt wurde. Fremdwährungsrisiken und Edelmetall-Preisrisiken waren auf 21 %, Zinsrisiken auf 14 % und sonstige Preisrisiken (aus Termin- und Optionsgeschäften) auf 7 % des haftenden Eigenkapitals begrenzt.
Zu berechnen waren diese Positionen mit der Wertkonvention des Kreditäquivalents.

## Heutige Regelung
Die Kreditäquivalente gehören heute zu den außerbilanziellen Adressenausfallrisikopositionen, die nach Art. 111 CRR in Verbindung mit Anhang I CRR zu berechnen sind. Weitere Vorschriften betreffen die Kreditbewertungsanpassung (Art. 381 ff. CRR).